# 北京二七軌道交通装備
北京二七軌道交通装備有限責任公司（Beijing Feb.7th Railway Transportation Equipment Co.,Ltd. ）は北京市豊台区にある鉄道、軌道車輛の設計、製作を行う中国中車集団のグループ企業。

## 沿革
- 1897年（光緒23年） - 清朝郵伝部盧保鉄路盧溝橋廠として発足。
- 1901年（光緒27年） - 義和団の乱により焼失。フランス人、ベルギー人技師と共に長辛店に移転し京漢鉄路長辛店機廠と改称。
- 1948年 - 中華人民共和国鉄道部長辛店鉄道工廠に改称。
- 1958年 - 大陸中国初の電気式ディーゼル機関車を試作。
- 1966年 - 北京二七機車車輛工廠に改称。
- 1971年 - 北京型液体式ディーゼル機関車を試作。
- 1980年 - 鉄道部にて機関車の修理製造部門と貨車の修理製造部門の分化に伴い、北京二七機車廠と北京二七車輛廠に分かれる。
- 1999年 - ISO9001取得。
- 2000年9月 - 国有企業の分割化に伴い、中国機車車輛総公司工業が分割され、中国北方機車車輛工業集団公司（北車)の子会社となる。
- 2002年 - ISO14001取得
- 2007年 - 社名を北京二七軌道交通装備有限責任公司に変更。

## 主な事業
- 鉄道、軌道車輛（機関車）の新造。
- 産業用機器（ディーゼルエンジン、トルクコンバーター、ドライブシャフト等）の製造。

## 主な製造車輛
- 中国国鉄建設型蒸気機関車 （JS）
- 中国国鉄北京型ディーゼル機関車（BJ）
  - 中国国鉄北京3型ディーゼル機関車

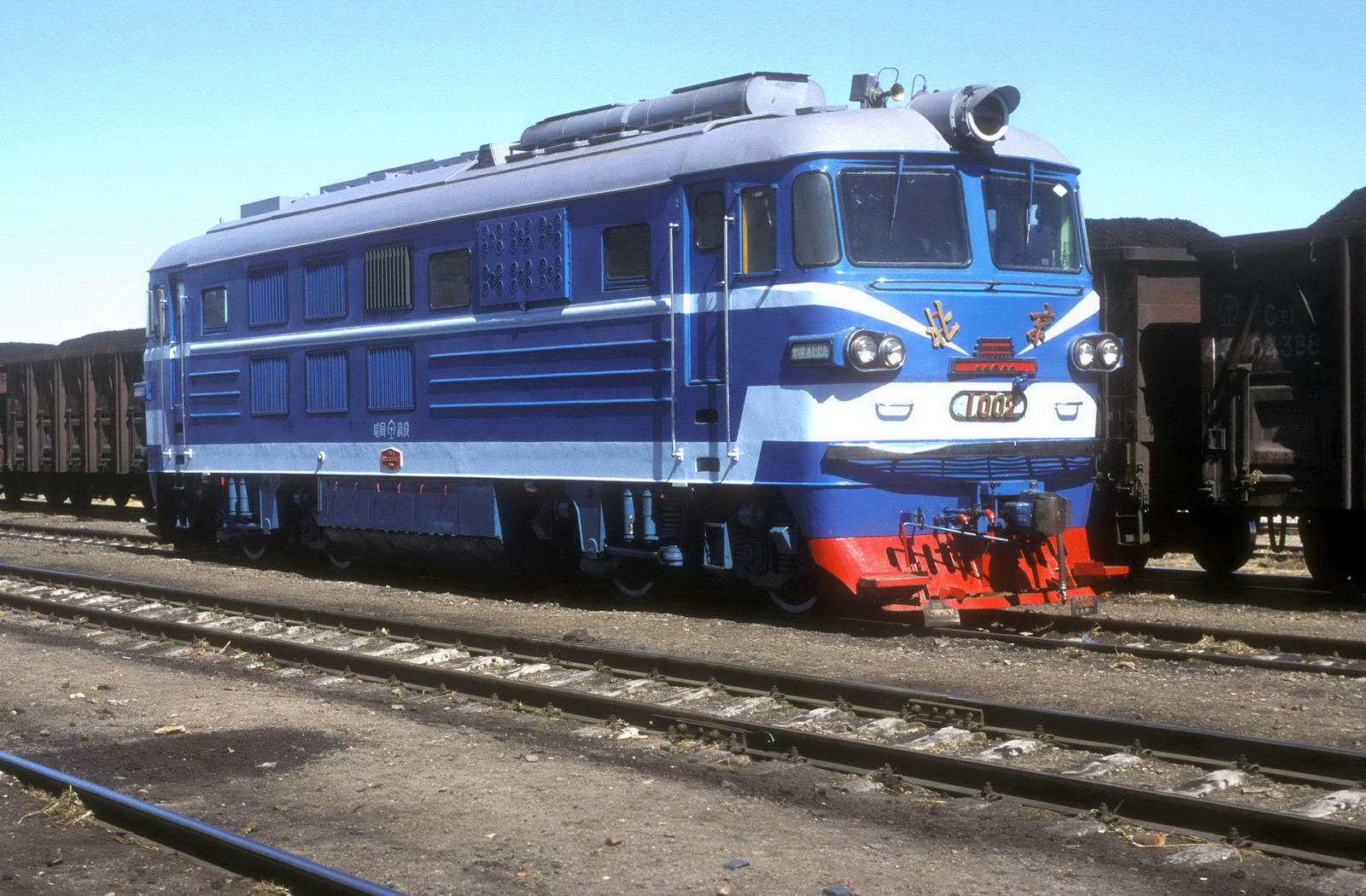
北京型1000番台

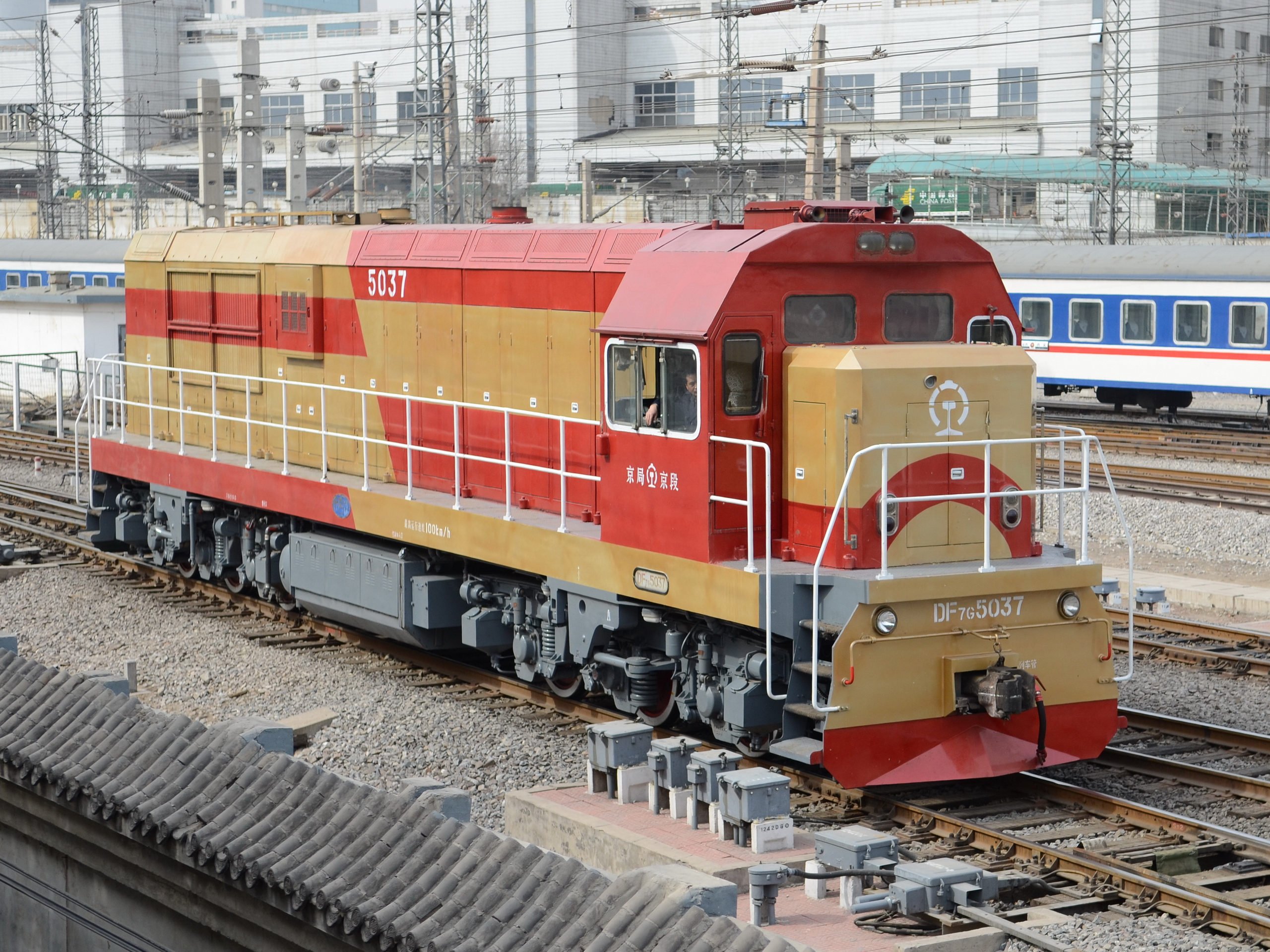
東風7G型5000番台

- 中国国鉄東風7型ディーゼル機関車（DF7）
- 中国国鉄東風7B型ディーゼル機関車（DF7B）
- 中国国鉄東風7C型ディーゼル機関車（DF7C）
- 中国国鉄東風7D型ディーゼル機関車（DF7D）
- 中国国鉄東風7E型ディーゼル機関車（DF7E）
- 中国国鉄東風7F型ディーゼル機関車（DF7F）
- 中国国鉄東風7G型ディーゼル機関車（DF7G）
- GK1E型ディーゼル機関車
- GK3E型ディーゼル機関車
- GKD1E型ディーゼル機関車
- 中国国鉄HXD3型電気機関車
- 中国国鉄HXD3C型電気機関車
- AMH800型マルチプルタイタンパー（プラッサー&トイラー製のライセンス生産）

## 子会社
- 北京二七機車配件公司
- 北京二七長鉄運輸公司
- 北京東風電器廠
- 北京長辛店鉄路学校